# Maurice Klippel

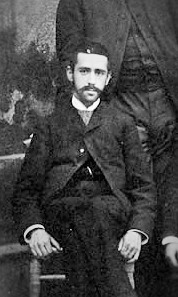
Maurice Klippel in 1886

Maurice Klippel (Mulhouse, 30 mei 1858 — 1942) was een Frans neuroloog en psychiater.  Hij studeerde geneeskunde in Parijs, alwaar hij afstudeerde in 1889.  Hij werkte in het Tenon ziekenhuis tot 1924.

## Medische termen naar hem genoemd
- Syndroom van Klippel-Feil: aangeboren afwijking van de halswervelkolom. Er is een verminderd aantal halswervels, waardoor een brede korte nek ontstaat.
- Syndroom van Klippel-Trenaunay: syndroom gekenmerkt door hemangiomen, spataderen en een vergrote extremiteit.
- Deformiteit van Klippel: aangeboren hoogstand van schouderblad, samenhangend met andere afwijkingen van ribben en wervels.
- Syndroom van Klippel-Feldstein: familiaire overmatige groei van de schedel zonder functieverlies.
- Symptoom van Klippel-Weil: passief strekken van een flexiecontractuur van de vingers geeft reflexmatige abductie van de duim bij ziekten van het piramidale systeem
- Ziekte van Klippel: zwakte of pseudoparalyse veroorzaakt door algemene artrose bij oudere patiënten met aderverkalking. Deze aanduiding is tegenwoordig obsoleet.

- Bibliothèque nationale de France: cb12566522p (data)
- Gemeinsame Normdatei: 17323206X
- International Standard Name Identifier: 0000 0000 0026 1981
- Base Léonore: 19800035/235/31103
- Nederlandse Thesaurus van Auteursnamen: 186471599
- Istituto Centrale per il Catalogo Unico: SBLV319748
- Système universitaire de documentation: 034970800
- Virtual International Authority File: 41957687